# Nyctemera separata
Nyctemera separata är en fjärilsart som beskrevs av Walker 1864. Nyctemera separata ingår i släktet Nyctemera och familjen björnspinnare. Inga underarter finns listade i Catalogue of Life.